# La gran caza del tiburón
La gran caza del tiburón es un libro de Hunter S. Thompson, publicado originalmente en 1979 bajo el título Gonzo Papers, Vol. 1: The Great Shark Hunt: Strange Tales from a Strange Time. Se trata de una antología de aproximadamente 600 páginas de ensayos escritos por Thompson entre 1956 y finales de la década de 1970. La obra traza el desarrollo del estilo literario característico de Thompson (el periodismo gonzo) a través de varias fases: su experiencia en la Fuerza Aérea americana, el periodismo de deporte y el análisis político. Éste es el primero de cuatro volúmenes en la serie The Gonzo Papers.

## Contenido
El libro se divide en cuatro partes, que van desde los primeros escritos de Thompson para la Fuerza Aérea de los EE. UU., hasta sus artículos deportivos, sus artículos de análisis político y cultural, y demás. Se incluyen algunos extractos originales de la serie Miedo y asco en Las Vegas y Miedo y asco en la campaña electoral, durante la campaña electoral de 1972, así como el que es considerado el primer artículo de periodismo gonzo, El Derby de Kentucky es decadente y depravado.
Thompson trabajó para varias publicaciones diferentes a lo largo de su carrera, y La caza del gran tiburón cubre los artículos de la National Observer (EE.UU.), Rolling Stone, Scanlan's Monthly, The New York Times y Playboy, entre otros.
En esta obra, el autor describe cómo varias personas han compartido experiencias vitales con él, por ejemplo su ilustrador y amigo Ralph Steadman, su abogado de origen mexicano Oscar Zeta Acosta, el esquiador Jean-Claude Killy y el jugador de fútbol americano O. J. Simpson. Algunas de las figuras políticas que figuran de manera prominente en la colección incluyen los expresidentes de EE. UU. Richard Nixon y Jimmy Carter, y el candidato demócrata a la presidencia George McGovern.
En esta edición faltan, sin embargo, las ilustraciones de Ralph Steadman, que acompañaban muchos de los artículos originales de Thompson.

## Índice
Obtenido de la edición de bolsillo de Simon & Schuster (1992), incluyendo un artículo por Art Linkletter y bibliografía de Winship Kihm.
Primera Parte 
Author's Note / 
Fear and Loathing in the Bunker / 
The Kentucky Derby Is Decadent and Depraved / 
A Southern City with Northern Problems / 
Fear and Loathing at the Super Bowl / 
The Temptations of Jean-Claude Killy / 
The Ultimate Free Lancer / 
Collect Telegram from a Mad Dog / 
"Genius 'Round the World Stand Hand in Hand, and One Shock of Recognition Runs the Whole Circle 'Round" by Art Linkletter (Thompson atribuyó esta cita en un primer momento a Linkletter, pero se trata en realidad de una cita de Herman Melville) / 
Jacket Copy for Fear & Loathing in Las Vegas: A Savage Journey to the Heart of the American Dream / 
A Conversation on Ralph Steadman and His Book, America, with Dr. Hunter S. Thompson / 
Strange Rumblings in Aztlan / 
The Battle of Aspen|Freak Power in the Rockies / 
Memo from the Sports Desk: The So-Called "Jesus Freak" Scare / 
Memoirs of a Wretched Weekend in Washington
Segunda parte
Presenting: The Richard Nixon Doll (Overhauled 1968 Model) / 
Author's Note / 
June, 1972: The McGovern Juggernaut Rolls On / 
Later in June / 
September / 
October / 
Epitaph / 
Memo from the Sports Desk & Rude Notes from a Decompression Chamber in Miami / 
Fear and Loathing at the Watergate: Mr. Nixon Has Cashed His Check / 
Fear and Loathing in Washington: The Boys in the Bag / 
Fear and Loathing in Limbo: The Scum Also Rises
Tercera parte
Traveler Hears Mountain Music Where It's Sung / 
A Footloose American in a Smugglers' Den / 
Why Anti-Gringo Winds Often Blow South of the Border / 
Democracy Dies in Peru, but Few Seem to Mourn Its Passing / 
The Inca of the Andes: He Haunts the Ruins of His Once-Great Empire / 
Brazilshooting / 
Chatty Letters During a Journey from Aruba to Rio / 
What Lured Hemingway to Ketchum / 
Living in the Time of Alger, Greeley, Debs / 
Marlon Brando and the Indian Fish-In / 
The "Hashbury" Is the Capital of the Hippies / 
When the Beatniks Were Social Lions / 
The Nonstudent Left / 
Those Daring Young Men in Their Flying Machines . . . Ain't What They Used to Be! / 
The Police Chief
Cuarta parte
The Great Shark Hunt / 
Jimmy Carter and the Great Leap of Faith / 
Address by Jimmy Carter on Law Day: University of Georgia, Athens, GA / 
The Banshee Screams for Buffalo Meat / 
The Hoodlum Circus and the Statutory Rape of Bass Lake / 
Ashes to Ashes & Dust to Dust: The Funeral of Mother Miles / 
Welcome to Las Begas: When the Going Gets Weird the Weird Turn Pro / 
Last Tango in Vegas: Fear and Loathing in the Near Room / 
Last Tango in Vegas: Fear and Loathing in the Far Room / 
Bibliography of Work by Dr. Hunter S. Thompson, by Kihm Winship / 
Bibliography of Work on Dr. Hunter S. Thompson, by Kihm Winship